# Nieuw Hoorn (schip, 1618)
De Nieuw Hoorn (Nieu  Hoorn) was een Nederlands spiegelretourschip uit 1618. Het is bekend geworden doordat haar laatste reis is opgetekend door schipper Willem Bontekoe.
Het schip werd gebouwd op een scheepswerf te Hoorn en had een laadvermogen van 700 ton. Het werd in 1618 bij de VOC in gebruik genomen. Op 28 december van dat jaar vertrok de Nieuw Hoorn onder Bontekoe van de rede van Texel naar Nederlands-Indië met 206 opvarenden aan boord, onder wie ruim 150 bemanningsleden, koopman Hein Rol, en een vijftigtal zeesoldaten onder wie sergeant Willem van Galen. De lading bestond onder meer uit 360 vaatjes buskruit en 56.000 zilveren munten (realen van achten). Het schip kwam al snel in een hevige storm terecht waarbij de grote mast een scheur opliep. Later werd het ingehaald door de Nieuw-Zeeland, eveneens op weg naar Indië. De beide schepen voeren met de Enkhuizen naar de Kaapverdische Eilanden. De Nieuw Hoorn ankerde bij Fogo om reparaties uit te voeren, voer vervolgens langs de punt van Brazilië, en arriveerde met de Nieuw-Zeeland en de Enkhuizen eind mei 1619 bij Kaap de Goede Hoop. Wegens het slechte weer, en omdat er nog genoeg voorraden waren, werd hier in strijd met de instructies niet aangelegd. Voorbij Natal nam de Enkhuizen afscheid, om via de Comoren door te zeilen naar haar bestemming, de kust van Coromandel. Kort hierna verlegde ook de Nieuw-Zeeland haar koers. Bontekoe wilde doorzeilen naar Madagaskar, maar week ten slotte wegens scheurbuik onder de bemanning uit naar Réunion, waar men 21 dagen bleef. Vervolgens vertrok de Nieuw Hoorn naar Sancta Maria waar het schip eind augustus aankwam. Na een oponthoud van negen dagen vertrok men daar op 8 september naar Batavia.
Op 19 november 1619 raakte in de buurt van Sumatra een vat brandewijn aan boord in brand en daarna de smidskolen. Bontekoe wilde het buskruit overboord zetten, maar koopman Rol was daar tegen omdat het verlies van het kruit slecht zou kunnen worden verantwoord. Toen de brand zich uitbreidde drosten 70 opvarenden in een boot en een sloep. Rol voegde zich bij hen. De resterende bemanning begon de vaatjes buskruit overboord te zetten, maar de brand bereikte ten slotte toch het kruit en het schip explodeerde. Bij de explosie kwamen 117 opvarenden om het leven, alleen Bontekoe en scheepsjongen Hermen van Kniphuysen overleefden. Zij werden door de boot aan boord genomen. De Nieuw Hoorn zonk, en het scheepsjournaal ging verloren. De overlevenden wisten Sumatra te bereiken, en van daar de rede van Batavia. Ze waren toen nog met 56 man, die door VOC-schepen onder Frederik de Houtman aan boord werden genomen.
Bontekoe tekende zijn belevenissen rond 1626 op, en het scheepsjournaal was verloren gegaan. De details van de gebeurtenissen kunnen daarom niet met zekerheid worden vastgesteld.

## Trivia
- Een zeilschip uit 1902 is naar dit schip vernoemd. Het schip met brandmerk 160 B LEID 1927 meet 40,97 m x 5,49 m x 1,40 m en heeft een waterverplaatsing van 169,939 m³. Het schip is eigendom van scoutinggroep J.P. Coengroep 15 te Utrecht